# Квинт Бебий Тамфил
Квинт Бебий Тамфил (на латински: Quintus Baebius Tamphilus) e римски чиновник през 3 век пр.н.е., който участва в преговорите с Картаген и прави опит да предотврати Втората пуническа война.
През 218 пр.н.е. той е вероятно претор и сенатът го изпраща с Публий Валерий Флак в Испания да преговаря с Ханибал да прекрати обсадата на град Сагунтум и след това да отиде до Картаген и се оплаче от нарушението на договора, сключен в края на Първата пуническа война. Градът изслушва делегацията, но застава зад Ханибал. По-късно същата година той е в петчленна делегация от възрастни мъже, която занася обявяването на война с Картаген. След това те се връщат през Испания и Галия, където вербуват съюзници.
Той произлиза от плебейския род Бебии, чийто клон Бебии Тамфили става патрицийански през 180 пр.н.е. и синовете му Гней Бебий Тамфил и Марк Бебий Тамфил стават консули.